# 7906 Melanchton
A 7906 Melanchton (ideiglenes jelöléssel 3081 P-L) a Naprendszer kisbolygóövében található aszteroida. Cornelis Johannes van Houten,  Ingrid van Houten-Groeneveld és Tom Gehrels fedezte fel 1960. szeptember 24-én.